# 多摩市立和田中学校
多摩市立和田中学校（たましりつ わだちゅうがっこう）は東京都多摩市和田にある公立中学校である。

## 沿革
- 1977年 - 開校

## 生徒会
全校生徒が生徒会員とされ、自主的な活動を盛んにすることにより、自治性を高めることなどを目的としている。

### 生徒総会
生徒会の最高議決機関であり、原則として年に2回全校生徒が出席して行われる。

### 生徒会本部
毎年9月に行われる選挙によって選ばれた、会長1名、本部役員6名によって構成されている。

### 中央委員会
各クラスの学級委員2名、各専門委員長で構成される。議決権はないが、生徒会本部役員や各部活動の部長も出席できる。

### 専門委員会
- 生活委員会
- 保健委員会
- 図書委員会
- 放送委員会
- 給食委員会
- 学級委員会

それぞれ各クラス男女1名ずつ、計2名が選出される。

### 行事実行委員会
体育大会、音楽発表会、球技大会などの際に適切な期間その目的に合わせて設置される。

### 選挙管理委員会
9月の生徒会選挙の準備や開票作業などを行う。前期のみ設置される。

### 部活動部長会
部活動に関する事項について、話し合うことを目的とし設置されている。不定期で開催される。

## 部活動

### 運動部
- ハンドボール部[1]
- サッカー部
- 女子バレーボール部
- バスケットボール部
- 陸上競技部
- 硬式テニス部
- 野球部
- 卓球部

※ユニバーサルホッケー部は2013年より廃部。

### 文化部
- 吹奏楽部
- 家庭科部
- 科学部
- 美術部
- 英語部
- 茶道部

※茶道部は2015年より復活。

## 通学区域
校区は多摩市立多摩第二小学校区全域、多摩市立東寺方小学校区の一部、多摩市立東愛宕小学校区の一部となっており、小学校の通学区域とは一致しない。
- 和田、和田三丁目2 - 6番地・8・9・56・59番地、貝取1814 - 1816番地、百草、落川、東寺方、桜ヶ丘三丁目、桜ヶ丘四丁目1 - 33番地・41 - 49番地[2]

## 交通アクセス
- 京王線 聖蹟桜ヶ丘駅より京王バス 多摩第二小学校下車 徒歩5分

- 京王相模原線・小田急多摩線 多摩センター駅より京王バス 愛宕神社下車 徒歩15分

※多摩センターからバスのルートは聖蹟桜ヶ丘からでも行くことが可能である。